# موتوهيرو ياماغوتشي
موتوهيرو ياماغوتشي ولد في 29 يناير 1969 هو مدير فني لمنتخب كرة القدم الياباني ولاعب الدولي السابق. ولد ياماغوتشي في تاكاساكي،غونما، اليابان، ولعب كلاعب وسط ويدير حالياً دوري J. 2 .شارك في 58 مباراة وسجل 4 أهداف مع المنتخب الياباني بين عامي 1995 و 1998، بما في ذلك ثلاث مباريات في نهائيات كأس العالم لكرة القدم عام 1998.

## روابط خارجية
- موتوهيرو ياماغوتشي على موقع الاتحاد الدولي (مؤرشف)  (الإنجليزية)
- موتوهيرو ياماغوتشي على موقع رابطة كرة القدم اليابانية للمحترفين (اليابانية)
- موتوهيرو ياماغوتشي على موقع قاعدة بيانات كرة القدم.إي يو (الإنجليزية)
- موتوهيرو ياماغوتشي على موقع ناشيونال فوتبول تيمز (الإنجليزية)
- موتوهيرو ياماغوتشي على موقع Soccerway.com (الإنجليزية)
- موتوهيرو ياماغوتشي على موقع عالم كرة القدم.نت (الإنجليزية)

1. ↑  "معلومات عن موتوهيرو ياماغوتشي على موقع viaf.org". viaf.org. مؤرشف من الأصل في 2017-01-21.
2. ↑  "معلومات عن موتوهيرو ياماغوتشي على موقع static.fifa.com". static.fifa.com. مؤرشف من الأصل في 2019-04-08.
3. ↑  "معلومات عن موتوهيرو ياماغوتشي على موقع id.ndl.go.jp". id.ndl.go.jp. مؤرشف من الأصل في 2017-12-29.